# Ołeksandr Tysowski

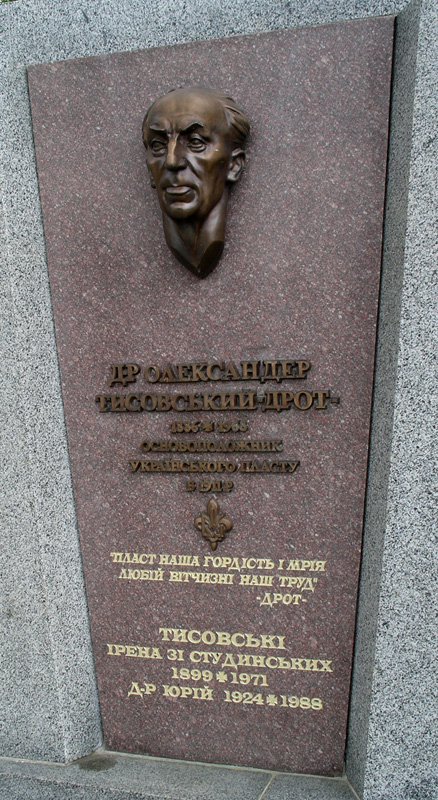
Nagrobek Tysowskiego na Cmentarzu Łyczakowskim we Lwowie. Na nagrobku jego imię podane jest w formie „Ołeksander”.

Ołeksandr Tysowski, ps. „Drot”, ukr. Олександр Тисовський (Дрот) (ur. 9 sierpnia 1886 w Bykowie, zm. 29 marca 1968 w Wiedniu) – ukraiński działacz społeczny, pedagog, biolog, założyciel „Płastu”.
W latach 1911–1939 był nauczycielem Gimnazjum Akademickiego we Lwowie, w latach 1920–1924 profesor Tajnego Uniwersytetu Ukraińskiego we Lwowie, od 1927 działacz Towarzystwa Naukowego im. Szewczenki.
W czasie okupacji sowieckiej Polski 1939–1941 był profesorem Uniwersytetu Państwowego im. Iwana Franki we Lwowie, w czasie okupacji niemieckiej w latach 1941–1943 nauczał na wyższych kursach agronomicznych.
Od 1944 na emigracji w Wiedniu.